# Forja catalana

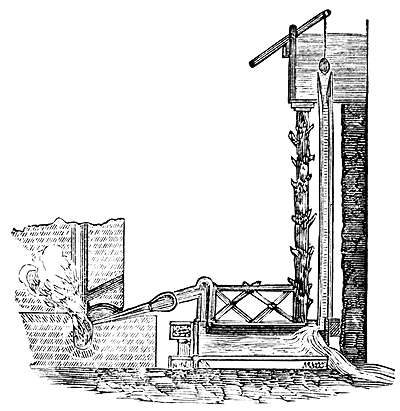
Esquema de una forja catalana. Reproducido de The Household Cyclopedia (https://web.archive.org/web/20100726080152/http://www.mspong.org/cyclopedia/index.html), publicada en 1881 y disponible en Commons

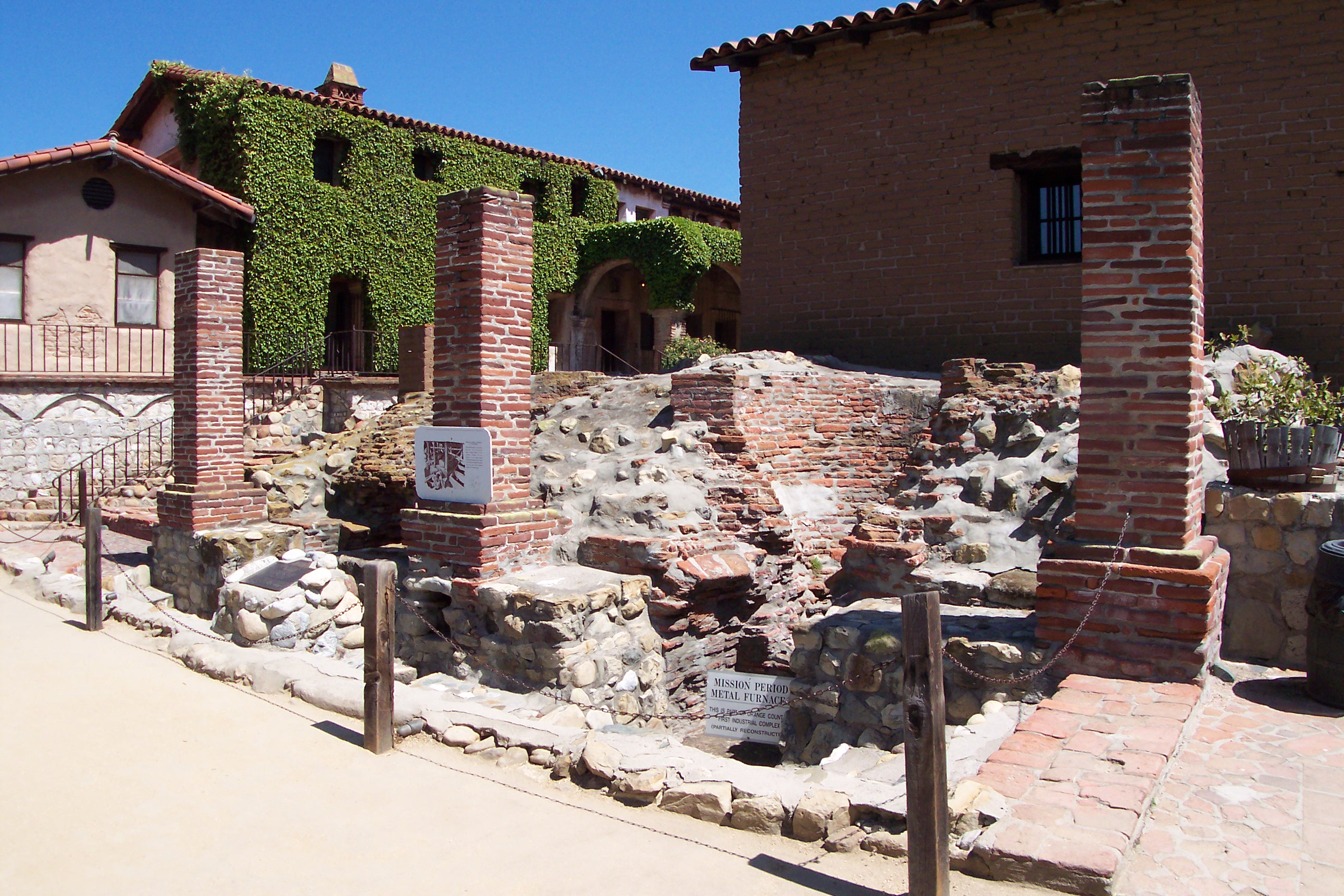
Ruinas de una forja catalana del en la Misión de San Juan Capistrano (California, Estados Unidos)

La forja catalana era un establecimiento metalúrgico (o mejor, siderúrgico) destinado a la producción de hierro a partir de algún tipo de mineral con una proporción aprovechable de este metal. Se introdujo en la Edad Media (S. XI) y consistía básicamente en un horno que quemaba carbón mezclado con aire a presión con el fin de alcanzar una temperatura muy alta, unos 1000 °C, con la que se derretía el mineral y se lograba la separación del hierro (la mena) de las impurezas (ganga). 
La producción de hierro con el sistema conocido como «procedimiento catalán» constituyó un gran adelanto técnico porque lograba una aceleración de la combustión del carbón y una temperatura muy elevada gracias a la introducción de aire a una mayor presión que la que se obtenía tradicionalmente con los fuelles de las fraguas, mediante un dispositivo hidráulico que, gracias a la mezcla de aire y agua dentro de un tubo, lograba separarlos después gracias a su distinta densidad y así comprimir el aire directamente en el horno de manera continua y no intermitente como el caso del fuelle.

## Estructura
La forja catalana estaba formada por tres partes principales: horno, trompa y martinete o martillo pilón.

### Martillo pilón
En todas las herrerías a la Catalana el viento se lanzaba a brazo de hombre y de la
misma manera se ejecutaba el martillo. El obrero, por medio de un mecanismo,
levantaba un grueso martillo para dejarle caer enseguida con todo su peso. Algunos
de estos martillos pesaban 1.500 kilogramos.
En el año 1500 se construyó en Los Pirineos un martillo movido por una rueda
hidráulica pero solo en 1700 se importó de Italia "La Trompa" que es corriente de
agua que impulsa el aire (fuerza hidráulica).
Es este aumento de la corriente de aire que logra aumentar la temperatura del horno, logrando por primera vez en Europa la fusión completa del metal de hierro, en lo que sería, técnicamente el primer "alto horno" de Europa, al lograr por primera vez la fusión completa del hierro.

## Las forjas catalanas en América
Es un hecho poco conocido que los misioneros catalanes y mallorquines introdujeron en América la metalurgia del hierro mediante las famosas forjas catalanas durante el siglo XVIII.
En el caso de los misioneros mallorquines, su labor colonizadora sirvió para desarrollar la agricultura, la vida urbana (con los caminos, pueblos, la arquitectura civil, acueductos para la aducción de agua corriente a las poblaciones y para el riego y, sobre todo, para la forja del hierro, que abastecían las necesidades, no solo de los misioneros e indígenas sino de todos los demás colonos de origen español o del Virreinato de Nueva España (ahora, México). Las forjas producían todo tipo de útiles y aperos: arados, rejas para las cercas o viviendas, cuchillos y otros objetos de cuchillería en general y un largo etc. Los misioneros mallorquines fundaron todos los pueblos de misión en California, en especial los ubicados junto al famoso Camino Real de California, en total 21 y que ahora constituyen ciudades muy conocidas como San Diego, Los Ángeles, San Francisco, Sacramento, etc.  
En el caso de los misioneros capuchinos catalanes, realizaron su labor evangelizadora en la provincia de la Nueva Barcelona, que abarcaba el noreste de lo que ahora es Venezuela, más lo que constituye la Guayana venezolana. Marco Aurelio Vila, geógrafo e historiador, hijo de Pablo Vila, señala en su obra Geoeconomía de Venezuela, Tomo III que:

Los capuchinos catalanes trabajaron el hierro de Guayana en el siglo XVIII. En 1817, cuando desaparecieron las misiones había, en las tierras en las que intervinieron los capuchinos, 15 forjas y Andrés E. Level citaba en 1849, una forja en la cual trabajaba un indio octogenario en el lugar de Santa María, al sur de Upata.
Marco Aurelio Vila ()